# Albert Bartholomé

Albert Bartholomé, porträtiert von Charles Giron (1908)

Paul-Albert Bartholomé Hon.RA (* 29. August 1848 in Thiverval-Grignon, Département Seine-et-Oise; † 31. Oktober 1928 in Paris) war ein französischer Maler und Bildhauer.

## Leben

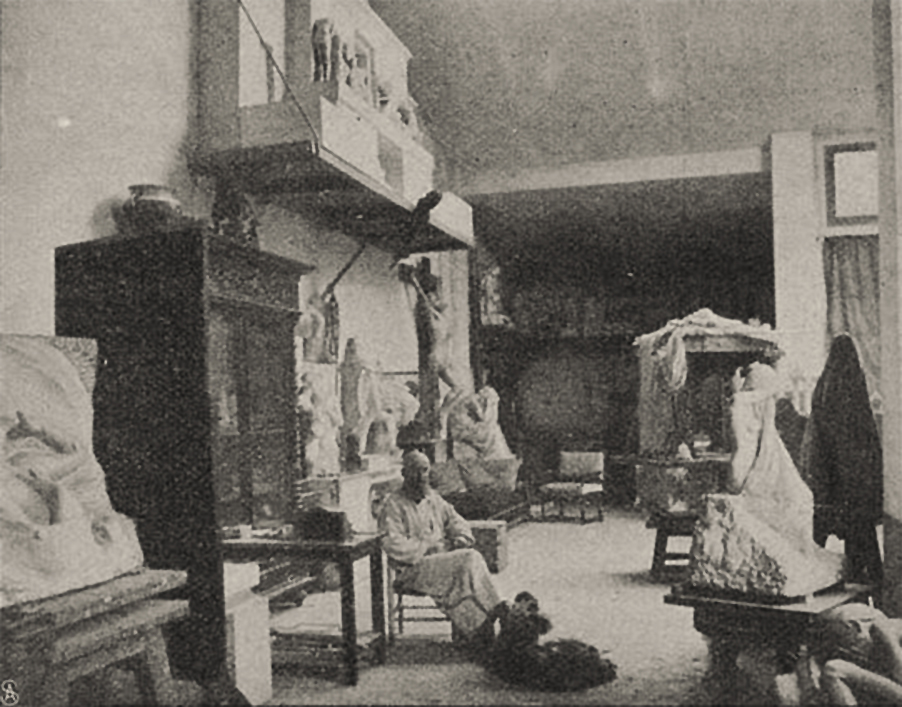
Albert Bartholomé in seinem Atelier, um 1904

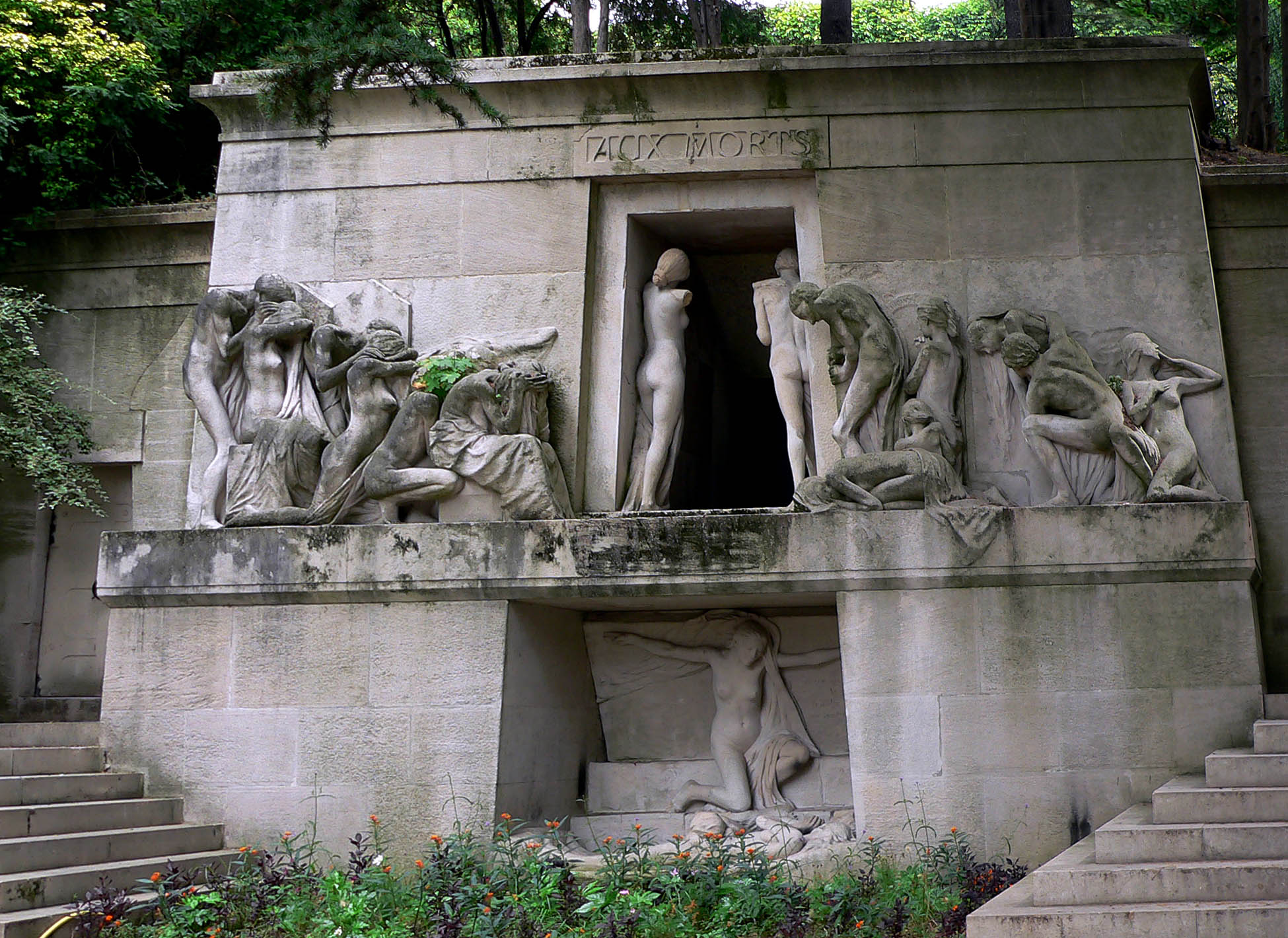
Monument aux morts aus dem Jahr 1899 auf dem Friedhof Père Lachaise

Albert Bartholomé war ein Schüler von Barthélémy Menno in Genf und arbeitete später unter der Leitung von Jean-Léon Gérôme in Paris. Während des Deutsch-Französischen Kriegs (1870–1871) diente Bartholomé in der französischen Armee. Nach dem Krieg kehrte er wieder nach Paris zurück und widmete sich der Malerei.
Albert Bartholomé wandte sich erst nach dem Tod seiner Frau Marie-Louise (1849–1887) der Bildhauerei zu, als er ihr Grabmal ausführte. Mit den Malern Edgar Degas und Pierre Puvis de Chavannes verband ihn eine enge Freundschaft. Bekannt wurde er insbesondere durch das  Kenotaph Monument aux morts auf dem Friedhof Père-Lachaise in Paris. Er arbeitete von 1889 bis 1899 daran.
Ein weiteres bekanntes Werk ist das Denkmal für Jean-Jacques Rousseau im Pariser Panthéon.
Albert Bartholomé war Mitglied der Akademien in England, Schottland, Spanien und Belgien. Er gewann den Großen Preis für Skulptur der Pariser Weltausstellung von 1900. In 1904 wurde er als Repräsentant der französischen Bildhauer, so wie auch Auguste Rodin, auf die Internationale Kunst-Ausstellung im Kunstpalast geladen. Im Jahr 1895 wurde Bartholomé zum Officier de la Légion d’Honneur und 1911 zum Commandeur de la Légion d’Honneur ernannt. Eine zusätzliche Ehrung erfuhr er 1921 durch die Zuwahl als Ehrenmitglied (Hon. RA) der Royal Academy of Arts in London.
Seine Skulpturen und Gemälde sind heute im Besitz etwa des Musée d’Orsay, aber auch des Art Institute of Chicago, der Eremitage in Sankt Petersburg, des Metropolitan Museum of Art in New York oder der National Gallery of Victoria in Australien.
Auf dem Kunstmarkt wurden zuletzt rund 10.000 Euro für seine kleine Bronzestatue gezahlt.